# Simon Vogl
Simon Vogl (* 19. Juli 1903 in Greißing; † 1961 in Geiselhöring) war ein deutscher Politiker (SPD). Er war von 1946 bis 1950 Abgeordneter des Bayerischen Landtages.

## Leben
Vogl besuchte von 1909 bis 1919 die Volksschule in Geiselhöring und erlernte in einer örtlichen Metzgerei von Oktober 1921 bis 1925 das Metzgerhandwerk. Er wanderte 1926 in die Vereinigten Staaten aus und ging nach St. Louis, kehrte aber 1927 für kurze Zeit nach Bayern zurück, ehe er von 1928 bis zu seiner endgültigen Rückkehr 1932 als Schiffskoch auf dem Dampfer Andania tätig war. Im Anschluss arbeitete er in Metzgereien in Schellenberg und Mittenwald sowie in einem Alphotel. Nachdem sein Bruder 1939 zur Wehrmacht einberufen worden war, übernahm er die Bewirtschaftung des elterlichen Anwesens.
Bei der Landtagswahl 1946 wurde Vogl für die SPD über die Stimmkreise Dingolfing, Landau a.d.Isar und Mallersdorf (Wahlkreis Niederbayern) in den Bayerischen Landtag gewählt, dem er bis zum Ende der Legislaturperiode 1950 angehörte. Im Parlament war er von 1947 bis 1950 Mitglied des Ausschusses für Ernährung und Landwirtschaft.